# 木村館
木村館（きむらたて）は、福島県郡山市西田町木村にあった日本の城（山城）。

## 概要
築城の時期ははっきりしないが、現在の郡山市西田町木村付近の安土桃山時代の領主、木村越中守の居城として使われていた。
発掘調査により、かつては8本の柱に支えられた櫓門などから成る桝形門があったことが判明している。
1583年（天正11年）、木村越中守は主の田村清顕から二本松氏（畠山氏）に寝返ろうとし、主に攻め滅ぼされた。この際に娘の鶴姫が阿武隈川に入水し、後にこの場所は「つるこ淵」または「七日淵」と呼ばれるようになった。また、鶴姫の供養のためにつるこ淵に沈められた鐘が「鶴姫の鐘」として市内鬼生田の廣度寺に伝わる。
木村氏の滅亡後は、田村氏の家臣、橋本刑部が入城し、この地を治めた。
その後、橋本刑部の主、田村氏が従う伊達政宗が豊臣秀吉に従う際、忠誠を示すために多くの城が破却され、木村館も同様に破却されたとみられる。

## 現在
磐越自動車道の建設時の発掘で、平場35カ所、堀3本、土塁9本、石垣13カ所などの遺構が見つかっているが、その後、工事により山の北側の遺構の一部が失われる。
現在、本丸跡には木村神社が建っている。また、本丸周辺は古舘山公園として整備され、戦国時代の物見櫓風の展望台が建てられたが、その後、解体。

## 周辺
- 磐越自動車道郡山東インターチェンジ
- 建福寺

## 交通アクセス
- 磐越自動車道郡山東ICから広域農道を経由して車で約7分（南池ノ上集会所付近に案内あり、駐車場10台あり)

## 関連
- 日本の城一覧